# 코로나 (사우스다코타주)

코로나(Corona)는 미국 사우스다코타주 로버츠군의 도시이다. 2010년 인구조사에 따르면 인구 수는 총 109명이다.

## 역사
코로나의 원래 이름은 Prior였으며 후자의 이름으로 1883년 즈음 설립되었다. 현재의 이름은 뉴욕 퀸스에서 비롯된 것으로 추정된다.

## 지리
코로나의 위치는 북위 45° 20′ 3″ 서경 96° 45′ 52″ / 북위 45.33417°  서경 96.76444°  (45.334033, -96.764419)이다.
미국인구조사국에 따르면 이 도시의 총 면적은 육지 기준 0.25 제곱마일 (0.65 km2)이다.
코로나의 우편 번호는 57227이며 FIPS 지역 코드는 13940이다.

## 인구
| 인구조사              | 인구 | Note  | %±     |
| --------------------- | ---- | ----- | ------ |
| 1930년                | 152  |       | —      |
| 1940년                | 177  |       | 16.4%  |
| 1950년                | 191  |       | 7.9%   |
| 1960년                | 150  |       | −21.5% |
| 1970년                | 133  |       | −11.3% |
| 1980년                | 126  |       | −5.3%  |
| 1990년                | 118  |       | −6.3%  |
| 2000년                | 112  |       | −5.1%  |
| 2010년                | 109  |       | −2.7%  |
| 2018 (추산)           | 107  | [ 4 ] | −1.8%  |
| U.S. Decennial Census |      |       |        |